# Oier Olazábal
Oier Olazábal Paredes (n. 14 septembrie 1989 în Irun, Gipuzkoa, Țara Bascilor) este un fotbalist spaniol, care joacă pentru Pafos.

## Palmares

### Barcelona
- La Liga: (1) 2008–09
- UEFA Champions League: (1) 2010-11